# Ammar Ramadan
Ammar Ramadan (Edlib, 2001. január 5. –) szír válogatott labdarúgó, középpályás, a Dunaszerdahely játékosa.

## Pályafutása

### Klubcsapatokban
Pályafutását hazájában kezdte, majd miután családjával 2015 októberében Olaszországba költözött, a lombardiai területi ligában szereplő Cimiano Calcio labdarúgója lett. 2016-ban szerződtette a Juventus. A torinói csapatnál elsősorban a klub U17-es csapatánál számítottak a játékára. Három évet töltött a Juventus utánpótlásában, majd ezt követően 2019 januárjában a Ferencváros igazolta le.

#### Ferencváros
2020 májusában profi szerződést kötött a klubbal. A magyar élvonalban 2020. június 23-án mutatkozott be a MOL Fehérvár ellen 1–0-ra elvesztett bajnokin, így tagja volt a 2019–2020-as szezonban bajnoki címet szerző csapatnak. A következő idényben a Ferencváros tartalékcsapatában, a harmadosztályban kapott játéklehetőséget, ahol látványos gólt szerzett a rivális Újpest tartalékjai ellen, és mesterhármast szerzett a Monor elleni 4–0-s győzelem alkalmával.

#### Spartak Trnava
2021. szeptember 6-án kölcsönbe került a szlovák Spartak Trnava csapatához, ahol 12 bajnoki és három kupamérkőzésen játszott.

#### Dunaszerdahely
2022 júliusában a DAC-hoz igazolt. 2022. augusztus 14-én lőtte első gólját a szlovák bajnokságban a Besztercebánya ellen 3–0-ra megnyert hazai találkozón. Szeptember 6-án gólt lőtt a labdarúgó Szlovák kupa 2. fordulójában a Ladomérmindszent ellen 4–2-re megnyert mérkőzésen.
2023. augusztus 23-án a Gabčíkovo elleni kupamérkőzésen mesterhármast ért el, a DAC 5–1-re győzött.

### A válogatottban
A szíriai válogatottban 2022. szeptember 26-án mutatkozott be az Irak elleni felkészülési mérkőzésen. 2023. december 30-án beválogatták a szíriai válogatottba a 2023-as katari Ázsia-kupára.

#### Mérkőzései a szíriai válogatottban
| #  | Dátum                | Ellenfél    | Eredmény | Kiírás              | Esemény   |
| -- | -------------------- | ----------- | -------- | ------------------- | --------- |
| 1. | 2022. szeptember 26. | Irak        | 0 – 1    | barátságos mérkőzés | 73'       |
| 2. | 2023. március 25.    | Thaiföld    | 3 – 1    | barátságos mérkőzés | 64' 90+4' |
| 3. | 2023. március 28.    | Bahrein     | 0 – 1    | barátságos mérkőzés |           |
| 4. | 2023. október 17.    | Kuvait      | 1 – 2    | barátságos mérkőzés |           |
| 5. | 2023. november 16.   | Észak-Korea | 1 – 0    | Vb-selejtező        | 77'       |
| 6. | 2023. november 21.   | Japán       | 0 – 5    | Vb-selejtező        | 62'       |
| 7. | 2024. január 13.     | Üzbegisztán | 0 – 0    | Ázsia-kupa          |           |
| 8. | 2024. január 18.     | Ausztrália  | 0 – 1    | Ázsia-kupa          |           |
| 9. | 2024. január 23.     | India       | 1 – 0    | Ázsia-kupa          | 69'       |

## Statisztika

### Klubcsapatokban
2023. november 25-én frissítve.
| Klub                        | Szezon         | Bajnokság      | Bajnokság     | Bajnokság | Országos kupa | Országos kupa | Nemzetközi kupa | Nemzetközi kupa | Összesen      | Összesen |
| Klub                        | Szezon         | Bajnokság      | Pályára lépés | Gól       | Pályára lépés | Gól           | Pályára lépés   | Gól             | Pályára lépés | Gól      |
| --------------------------- | -------------- | -------------- | ------------- | --------- | ------------- | ------------- | --------------- | --------------- | ------------- | -------- |
| Ferencvárosi TC             | 2019–20        | NB I           | 1             | 0         | 0             | 0             | –               | –               | 1             | 0        |
| Ferencvárosi TC             | 2020–21        | NB I           | 0             | 0         | 1             | 0             | 0               | 0               | 1             | 0        |
| Ferencvárosi TC             | Összesen       | Összesen       | 1             | 0         | 1             | 0             | 0               | 0               | 2             | 0        |
| Soroksár (kölcsönben)       | 2020–21        | NB II          | 17            | 2         | 1             | 0             | –               | –               | 18            | 2        |
| Soroksár (kölcsönben)       | Összesen       | Összesen       | 17            | 2         | 1             | 0             | 0               | 0               | 18            | 2        |
| Spartak Trnava (kölcsönben) | 2021–22        | Fortuna liga   | 12            | 0         | 3             | 1             | –               | –               | 15            | 1        |
| Spartak Trnava (kölcsönben) | Összesen       | Összesen       | 12            | 0         | 3             | 1             | 0               | 0               | 15            | 1        |
| Dunajská Streda             | 2022–23        | Fortuna liga   | 27            | 4         | 3             | 1             | 1               | 0               | 31            | 5        |
| Dunajská Streda             | 2023–24        | Fortuna liga   | 14            | 1         | 2             | 4             | 2               | 1               | 18            | 6        |
| Dunajská Streda             | Összesen       | Összesen       | 41            | 5         | 5             | 5             | 3               | 1               | 49            | 11       |
| Karrier összes              | Karrier összes | Karrier összes | 71            | 7         | 10            | 6             | 3               | 1               | 84            | 14       |

### A válogatottban
Frissítve 2024. június 11-én.
| Válogatott | Év       | Mérk. | Gól |
| ---------- | -------- | ----- | --- |
| Szíria     |          |       |     |
| 2022       | 1        | 0     |     |
| 2023       | 6        | 0     |     |
| 2024       | 9        | 0     |     |
| Összesen   | Összesen | 16    | 0   |

## Családja
Édesapja, Munaf Ramadan szintén profi labdarúgó volt.

## Sikerei, díjai
Ferencvárosi TC
- Magyar bajnok (1): 2019–20[4]

 Spartak Trnava
- Szlovák kupa (1): 2021–22

 FC DAC 1904
- Szlovák bajnoki ezüstérem (2): 2022–23, 2023–24